# شهرستان لیون‌ورت (کانزاس)
شهرستان لیون‌ورت، کانزاس (به انگلیسی: Leavenworth County, Kansas) یک سکونتگاه مسکونی در ایالات متحده آمریکا است که در کانزاس واقع شده‌است.